# Carn de xai

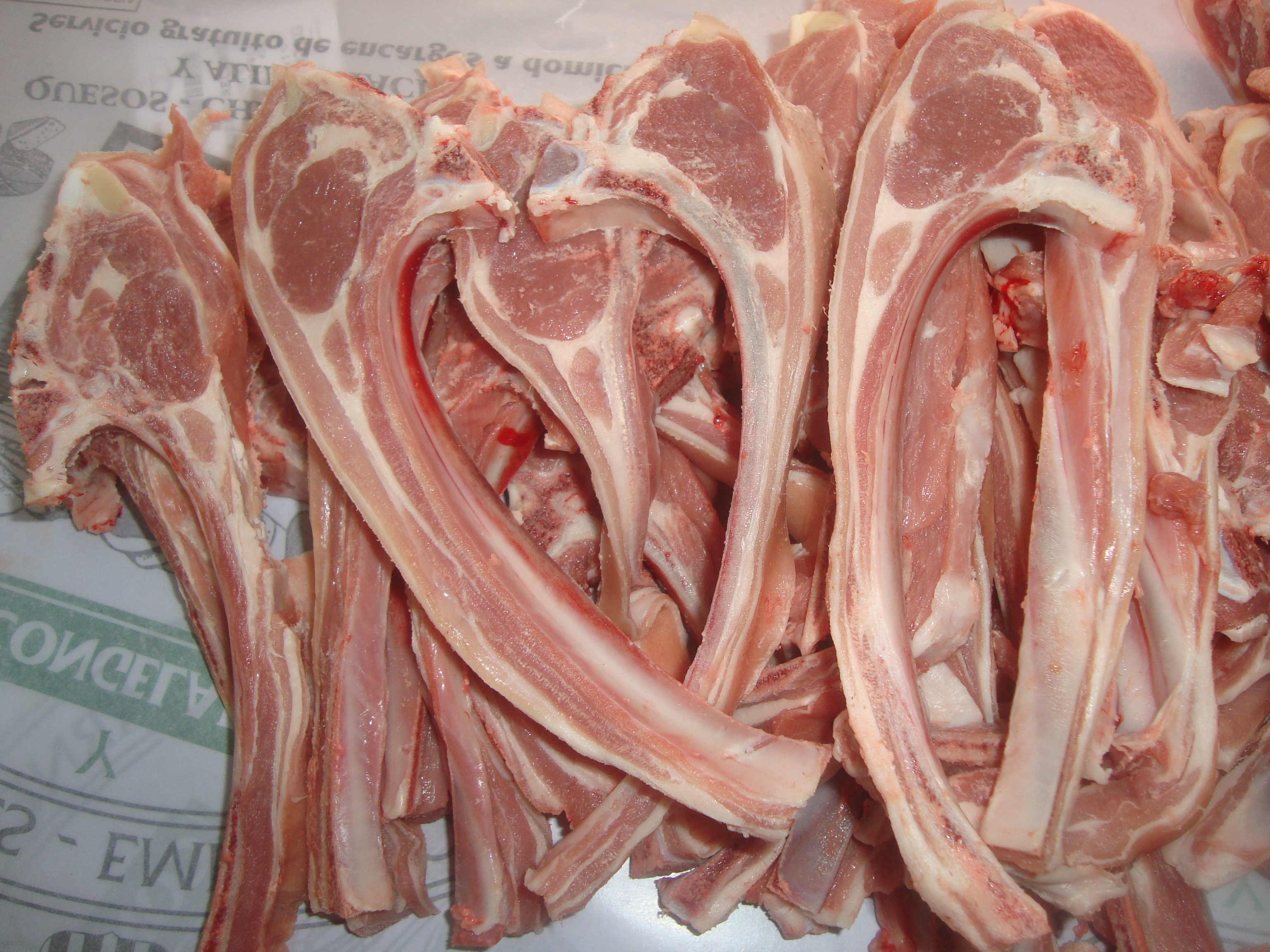
Costelles de xai del Maestrat.

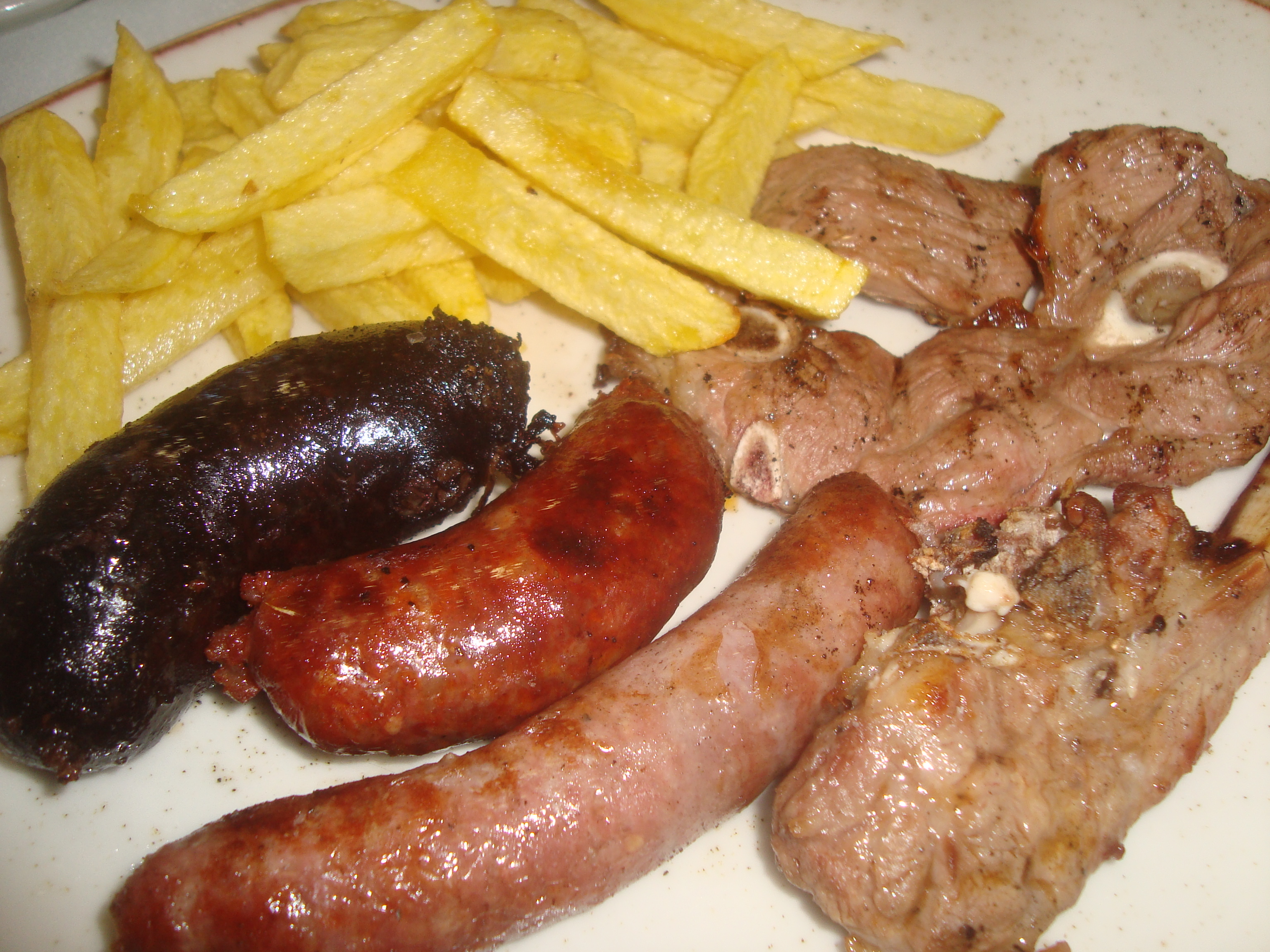
Carn de xai del Maestrat, acompanyada d'embotits.

La carn de xai o carn d'anyell o carn de corder és la carn provinent del xai, anyell o corder.
La carn d'aquest animal acostuma a tenir menys d'un any de vida perquè pugui ser considerada de xai.

## Classificació

### Xai de llet
El xai de llet té menys d'un mes i mig. Només s'ha alimentat amb llet materna i pesa uns 8 quilograms. La carn del xai de llet és menys nutritiva que la dels xais més grans. La tonalitat és de color rosa pàl·lid i té poc greix, de color blanc.

### Ternascoo recental
El ternasco o recental té menys de quatre mesos d'edat, i pesa al voltant dels tretze quilograms. Al quaranta-cinquè dia de vida deixa de rebre llet materna i s'alimenta a base de pinso compost. Això provoca que perdi el seu greix inicialmenys de 4 mesos i pes uns 13 kg. Sobre els 45 dies es deslleta i passa a l'alimentació amb pinsos composts. Això fa que perdi part del seu greix inicial. La seva carn té un gust més intens que la del xai de llet, és menys tendra i més vermella i presenta una capa grassa uniforme.

El ternasco és una raça autòctona de l'Aragó i té el certificat de Identificació Geogràfica Protegida.

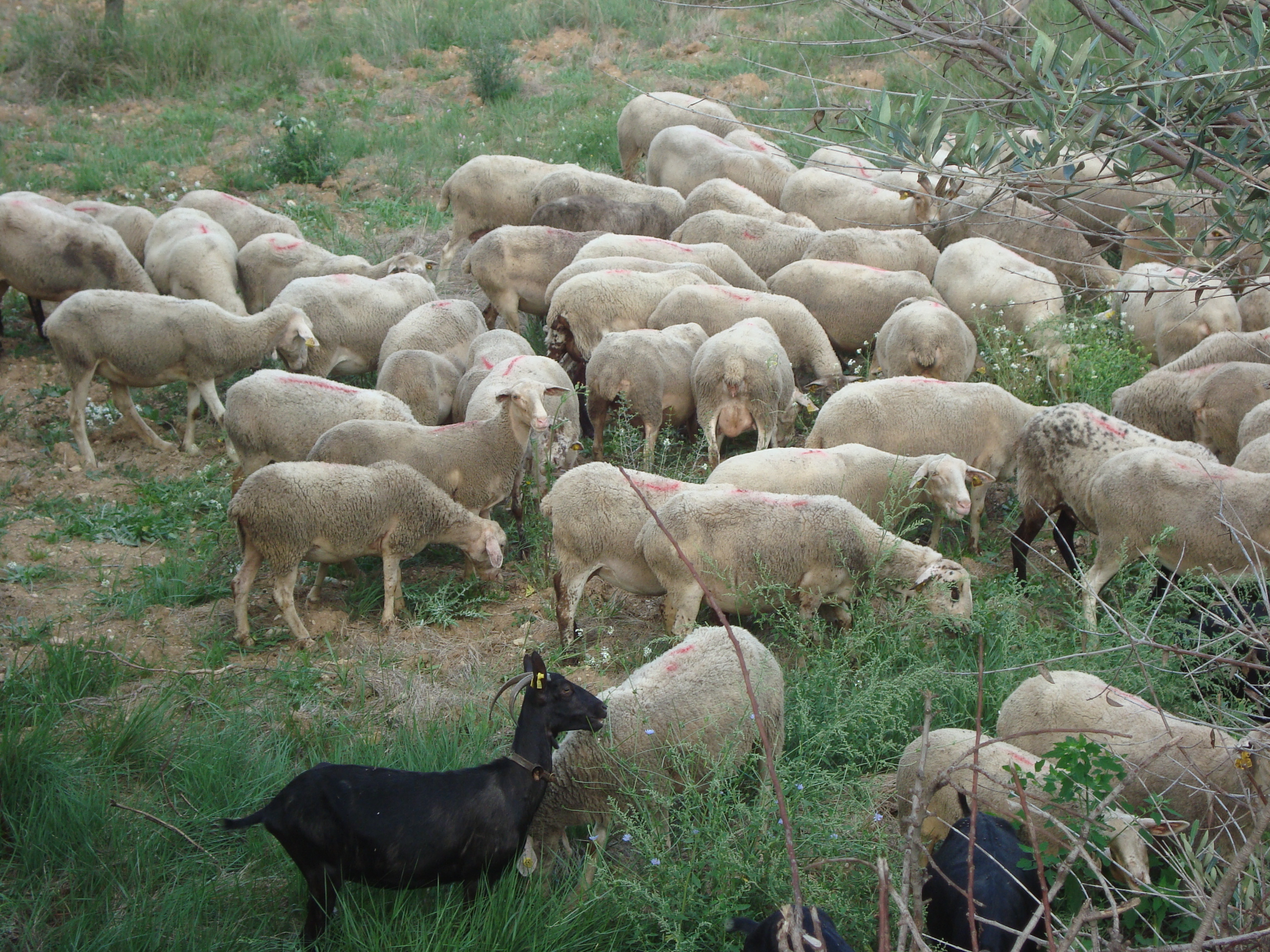
Ramat de xais a Xert.

### Xai pasqual
El xai pasqual o xai de pastura té una edat d'entre quatre mesos i un any. La seva carn és més fosca, més greixosa i té un gust més potent.

### Ovella o carner
S'utilitza aquest nom quan l'animal té més d'un any. Pràcticament és inexistent a la cuina.

Parts del xai en anglès.